# Camryn Manheim
Camryn Manhein (Caldwell, 8 de março de 1961) é uma atriz americana conhecida principalmente por seus papéis como advogada Ellenor Frutt na série The Practice e Delia Banks em Ghost Whisperer - ambas da CBS - e como a mãe de Elvis Presley em 2005 na mini-série Elvis.

## Biografia
Manheim nasceu Debra Frances Manheim em Caldwell, Nova Jersey, mas cresceu em Peoria, Illinois. Ela é filha de Sylvia, um professor, e Manheim Jerônimo, um professor de matemática. [1] Sua família é judia. [2] [3] Manheim tornou-se interessada em atuar, depois de trabalhar em uma feira renascentista no ensino médio. Manheim graduou-se pela Universidade da Califórnia, Santa Cruz com um grau BFA em 1984 [4] e NYU, com um grau de AMF em 1987.

## Carreira
Manheim trabalhou por um tempo como um intérprete de língua de sinais em hospitais. Seu conhecimento da língua de sinais foi utilizado, por vezes, sobre a prática, um episódio de Law & Order, e também por seu papel como um Comportamental Psicólogo Infantil no filme Mercury Rising. Em 1998, a Manheim coletados um Emmy por seu trabalho em The Practice e exclamou que "Isto é para todas as meninas gorda!"  Ela seguiu-se esta afirmação com uma mostra de uma mulher o direito de despertar, eu sou gordo! Seguido de sua autobiografia, com o mesmo nome.
Em 2005, a Manheim ganhou o Globo de Ouro e ao Emmy por seu trabalho no Elvis minissérie, e no ano seguinte, ela se juntou ao elenco de Ghost Whisperer. Seus outros créditos na televisão incluem Chicago Hope, Ally McBeal, Family Guy, Will & Grace, Boston Public, Two and a Half Men, The L Word, How I Met Your Mother e Hannah Montana. Ela também expressou Juliet no episódio "Company Picnic" do Dilbert (série) em UPN em 2000.
Além disso, a Manheim possui créditos em filmes diversos. Estes incluem Romy e Michele's High School Reunion, Felicidade (que rendeu a ela e ao co-stars uma National Board of Review Award for Best Acting Ensemble por um), The Laramie Project, Scary Movie 3, Dark Water e An Unfinished Life.

## Vida pessoal
Manheim é uma ativista dos direitos humanos com foco em direitos das mulheres, a aceitação da gordura, e os direitos dos homossexuais. Ela é conhecida por ter feito contribuições para uma variedade de instituições de caridade, nomeadamente RAINN. Manheim também tem sido envolvido com o Los Angeles com a caridade, Bet Tzedek Serviços Jurídicos - A Casa de Justiça, servindo como uma co-presidência para seu fundraiser anual, a esfera da Justiça. [5] [6] Ela mantém seu próprio site oficial, onde ela pode interagir com os fãs.
Ela tem um filho chamado Milo Manheim, que nasceu no dia 6 de março de 2001, apenas dois dias antes de seu aniversário de 40. Seu irmão, Karl Manheim, é um professor de direito na Faculdade de Direito Loyola. [7]